# Gianni Celati
Gianni Celati (né à Sondrio (Lombardie) le 10 janvier 1937 et mort à Brighton (Angleterre) le 2 ou 3 janvier 2022) est un écrivain et un universitaire italien.
Il a enseigné pendant plusieurs années la littérature anglo-américaine à l'université de Bologne, mais a aussi donné quelques cours à l'université de Caen Basse-Normandie, à l'université Cornell et à l'université Brown.

## Biographie
Après une enfance dans la province de Ferrare (d'où étaient originaires ses parents), Gianni Celati a étudié à l'université de Bologne. Il a écrit un volume d'essais sur la tradition narrative occidentale, des romans et des recueils de nouvelles, commençant par Comiche en 1971 (encouragé par son ami Italo Calvino).
Il a en outre traduit vers l'italien des ouvrages de Jonathan Swift, Joseph Conrad, Herman Melville, Stendhal, Jack London, Mark Twain, Louis-Ferdinand Céline, Roland Barthes, Friedrich Hölderlin, Georges Perec, Henri Michaux et l'Ulysse de James Joyce.
Son style laconique et incisif n'exclut ni la tendresse ni l'humour, mais il est également relié à la tradition orale du poème chevaleresque (par exemple avec la transposition en prose du Roland amoureux de Matteo Maria Boiardo).
Il a également réalisé quelques films documentaires, parmi lesquels un sur Luigi Ghirri et un au Sénégal.
Gianni Celati est mort dans la nuit du 2 au 3 janvier 2021 dans sa maison de Brighton à l'âge de 84 ans.

## Œuvres

### TrilogieLes Parlements burlesques(Parlamenti buffi)
- Le avventure di Guizzardi (Einaudi, 1973) - Prix Bagutta Publié en français sous le titre Les Aventures de Guizzardi  traduit par François Depuigrenet Desrousilles, Paris: Salvy, 1991  (ISBN 2-905899-22-0)
- La banda dei sospiri (Einaudi, 1976) Publié en français sous le titre La Sarabande des soupirs, traduit par Pascaline Nicou, Paris, Le Serpent à plumes, coll. « Fiction étrangère », 2007  (ISBN 978-2-268-06310-2)
- Lunario del paradiso (Einaudi, 1978) Publié en français sous le titre L’Almanach du paradis, traduit par Pascaline Nicou, Paris, Flammarion, 1999  (ISBN 2-08-067457-9)

### DiptyqueCostumi degli italiani
- Un eroe moderno (Macerata, Quodlibet 2008)
- Il benessere arriva in casa Pucci, (Quodlibet, 2008)

### Autres textes
- Comiche (Turin, Einaudi, 1971)
- Finzioni occidentali. Fabulazione, comicità e scrittura (Einaudi 1975, 1986, 2001), essais
- Narratori delle pianure (Milan, Feltrinelli, 1985) - Prix Grinzane Cavour Publié en français sous le titre Narrateurs des plaines, traduit par Alain Sarrabayrouse, Paris, Flammarion, coll. « Domaine italien » 1992  (ISBN 2-08-066209-0)
- Quattro novelle sulle apparenze (Feltrinelli, 1987) Publié en français sous le titre Quatre nouvelles sur les apparences, traduit par Éliane Deschamps-Pria, Paris: Flammarion, 1993  (ISBN 2-08-066327-5)
- Verso la foce (Feltrinelli, 1989)
- L'Orlando innamorato raccontato in prosa (Einaudi, 1994), écriture en prose de l'œuvre par Matteo Maria Boiardo Prix Zerilli-Marimò
- Recita dell’attore Vecchiatto nel teatro di Rio Saliceto (Feltrinelli, 1996) Publié en français sous le titre Dernière représentation de l’acteur V. au théâtre de R.S., traduit par Caroline Chaniolleau, Paris, Quatre-Vents, coll. « Théâtre », 2004  (ISBN 2-907468-66-9)
- Avventure in Africa (Feltrinelli, 1998) Publié en français sous le titre Aventures en Afrique, traduit par Pascaline Nicou, Paris, Le Serpent à plumes, coll. « Fiction étrangère », 2002  (ISBN 2-84261-301-5) ; réédition, Paris, Le Serpent à Plumes, coll. « Motifs » no 182, 2003  (ISBN 2-84261-447-X)
- Cinema naturale (Feltrinelli, 2001) - Prix Piero Chiara Publié en français sous le titre Cinéma mental, traduit pat Pascaline Nicou, Paris, Le Serpent à Plumes, coll. « Fiction étrangère », 2006  (ISBN 2-268--06003-9)
- Fata Morgana (Feltrinelli, 2005) - Prix Flaiano
- Vite di pascolanti (Rome, Nottetempo 2006) - Prix Viareggio
- Sonetti del Badalucco nell'Italia odierna (Feltrinelli, 2010)
- Conversazioni del vento volatore (Quodlibet, 2011)
- Cinema all'aperto (Fandango Libri, 2011), avec les trois films Strada Provinciale delle Anime (1991), Il mondo di Luigi Ghirri (1999) et Case sparse (2003)
- Passar la vita a Diol Kadd (Feltrinelli, 2011), avec le film Diol Kadd (2010).
- Selve d'amore (Quodlibet, 2013)